# Gliactis crassa
Gliactis crassa is een zeeanemonensoort uit de familie Hormathiidae. De anemoon komt uit het geslacht Gliactis. Gliactis crassa werd in 1918 voor het eerst wetenschappelijk beschreven door Gravier. 